# Püspökladányi Farkassziget erdő
A Farkassziget erdő Püspökladány határában található. Neve arra utal, hogy egykor a mocsárból kiemelkedő szárazulatokon nagy számban éltek itt réti farkasok.

## Története
A 19. századi vízrendezések előtt a terület lápokkal, mocsarakkal, pusztákkal borított erdősztyepp volt. A vízrendezések után a Nagy-sárrét elvesztette a tápláló vizet és megkezdődött annak kiszáradása, ezáltal hatalmas legelőterületek jöttek létre.
A világon elsőként Püspökladányban létesítettek kutató bázist, Kaán Károly kezdeményezésére Magyar Királyi Erdészeti Telep névvel, a kedvezőtlen ökológiai adottságú szikesek erdősítésének és fásításának kutatása céljából. A kutatótelep létrehozásának egyik motivációja az volt, hogy a szikesek fásítására tudományosan megalapozott és gyakorlati tapasztalatokon alapuló eredmények nem léteztek, másrészt Trianon következtében a hazai faellátás kritikus helyzetbe került. Ezt ismerte fel Kaán Károly, majd kezdeményezésére 1923-ban elfogadásra került „Az alföldi erdők telepítéséről és a fásításokról” szóló XIX. törvénycikk.
Püspökladányban 1924-ben indult meg a munka, melynek eredményeként ma 410 ha területű a Farkassziget erdő. Zárt sziki tölgyesek, vegyes fafajú, többszintű állományok, kiligetesedett vagy elszórt facsoportokkal tarkított gyepek teszik változatos élőhelyé a területet. Az itt megtelepített erdő, jelentős pozitív irányba ható változásokat indított meg a talajfejlődés tekintetében, valamint a terület biodiverzitásának növekedésében.